# 陈王街道
陈王街道，是中华人民共和国山東省菏泽市鄄城县下辖的一个乡镇级行政单位。

## 行政区划
陈王街道下辖以下地区：
东昌社区、李楼村、军屯村、万全庄村、位庄村、罗吴庄村、东赵庄村、樊庄村、东张庄村、孙店村、东董楼村、西董楼村、王胡同行政村、大赵庄行政村、信义村、李园村、夏垓村、西曹村、孙庄村、三合村、龙堂寺村、崔柳行村和大李楼村。